# Протоплазма
Протоплазма (нем. Protoplasma из др.-греч. πρῶτος «первый» и πλάσμα «вылепленное, оформленное») — цитоплазма и ядро клетки. Иногда протоплазмой неправильно называют только цитоплазму. Живая протоплазма способна реагировать и отвечать на раздражение.
Термин «протоплазма» ввёл в 1839 году Ян Пуркине. До середины XIX века считалось, что это второстепенная часть клетки по сравнению с оболочкой. В XIX — начале XX века понятие протоплазмы использовалось широко, а в современной научной литературе почти не встречается.